# Parafia Miłosierdzia Bożego w Kraśniku
Parafia Miłosierdzia Bożego w Kraśniku – parafia rzymskokatolicka w Kraśniku, należąca do archidiecezji lubelskiej i Dekanatu Kraśnik. Została erygowana 15 grudnia 1994 roku.

## Ulice należące do parafii
Al. Tysiąclecia, Budzyńska, Fryderyka Chopina, Długa, Hotelowiec, Jagiellońska, Mikołaja Kopernika, Nadstawna, Nowa, Piaskowa, Rumiankowa, Stalowa, Świerkowa, Urzędowska. Kaplica parafialna wybudowana w latach 1992–1993. Mieści się przy ulicy św. Siostry Faustyny.